# Niviventer langbianis
Niviventer langbianis  (Robinson & Kloss, 1922) è un roditore della famiglia dei Muridi diffuso nel subcontinente indiano, in Cina ed in Indocina.

## Descrizione

### Dimensioni
Roditore di medie dimensioni, con lunghezza della testa e del corpo tra 131 e 162 mm, la lunghezza della coda tra 154 e 199 mm, la lunghezza del piede tra 29 e 33 mm, la lunghezza delle orecchie tra 19 e 22 mm e un peso fino a 98 g.

### Aspetto
La pelliccia è spinosa. Il colore delle parti dorsali varia dal giallastro al bruno-rossiccio, i peli spinosi sono più scuri, mentre le parti ventrali sono bianche. Lungo la linea di demarcazione sui fianchi è presente una frangia indistinta di peli giallastri. Le orecchie sono grandi e color marrone scuro. Il dorso delle zampe varia dal marrone chiaro al bianco, talvolta sono presenti delle macchie marroni. La coda molto più lunga della testa e del corpo, uniformemente marrone e con un ciuffo di peli terminale. I piedi sono corti e larghi con dei grossi cuscinetti. Le femmine hanno un paio di mammelle pettorali, un paio post-ascellari e due paia inguinali. Il numero cromosomico è 2n=46 FN=54.

## Biologia

### Comportamento
È una specie notturna e arboricola, anche se è frequentemente catturata al suolo.

## Distribuzione e habitat
Questa specie è diffusa in Birmania, Thailandia, Cambogia sud-occidentale, Laos, Vietnam, lo stato indiano dell'Assam e nella provincia cinese dello Yunnan.
Vive nelle foreste pluviali tropicali sempreverdi, nelle foreste miste decidue stagionali ma anche in foreste secondarie tra 200 e 1.600 metri di altitudine.

## Conservazione
La lista rossa IUCN, considerato il vasto areale, la presenza in diverse aree protette, la tolleranza al degrado del proprio habitat e la popolazione numerosa, classifica M.langbianis come specie a rischio minimo (Least Concern).